# Arnór Atlason
Arnór Atlason   (Reykjavík, 23 de juliol de 1984) és un jugador d'handbol islandès, ja retirat, guanyador d'una medalla olímpica. Jugava de lateral esquerre.
El 2008 va prendre part en els Jocs Olímpics d'Estiu de Pequín, on va guanyar la medalla de plata en la competició d'handbol. Quatre anys més tard, als Jocs de Londres, fou cinquè en la mateixa competició. En el seu palmarès també destaca una medalla de bronze en el Campionat d'Europa de 2010. Amb la selecció islandesa jugà un total de 197 partits en què marcà 436 gols.
A nivell de clubs jugà al KA Akureyri, SC Magdeburg (2004-2006), FCK Handbold (2006-2010), AG København (2010-2012), SG Flensburg-Handewitt (2012-2013), Saint-Raphaël Var Handball (2013-2016) i Aalborg Håndbold (2016-2018). En aquests anys guanyà quatre edicions de la lliga danesa (2008, 2011, 2012 i 2017) i dues de la Copa danesa (2009 i 2011).
Una vegada retirat va passar a exercir d'entrenador, primer com segon entrenador de l'Aalborg Håndbold i des del 2023 com a primer entrenador del TTH Holstebro i segon entrenador de la selecció nacional masculina d'handbol d'Islàndia.